# Anthony Rodriguez
Anthony Rodriguez, (* 4. listopadu 1979 v Orléans, Francie) je bývalý francouzský zápasník – judista.

## Sportovní kariéra
Připravoval se v klubu US Orléans pod trenérskou dvojicí Patrick Rosso, Stéphane Frémont.
V roce 2002 se snažil zaujmout volné místo reprezentační jedničky v polostřední váze po Djamelu Bourasovi. Přednost však dostával jeho rival Cédric Claverie. V úvodu olympijského roku 2004 vyhrál prestižní Pařížský turnaj, ale při nominaci na olympijské hry v Athénách dostal opět přednost Claverie.
V dalším olympijské cyklu soupeřil o post reprezentační jedničky s Alainem Schmittem. V roce 2007 dokázal načasovat formu na mistrovství světa v Riu de Janeiru a ziskem stříbrné medaile zajistil Francii účastnické místo na olympijských hrách v Pekingu. V roce 2008 nebyl v nejlepší formě, nominaci na olympijské hry však uhájil. Jeho snahy na zisk olympijské medaile zhatil v prvním kole Kubánec Oscar Cárdenas.
Sportovní kariéru ukončil v roce 2009. Věnuje se trenérské práci.

### Vítězství
- 2004 - 1x světový pohár (Paříž)

## Výsledky
| Olympijské hry     |     |   | — |   |     |   | — |    |   |    | úč. |  |  |  |  |  |  |  |  |  |  |
| Mistrovství světa  |     | — |   | — |     | — |   | 5. |   | 2. |     |  |  |  |  |  |  |  |  |  |  |
| Mistrovství Evropy | —   | — | — | — | úč. | — | — | 5. | — | —  | úč. |  |  |  |  |  |  |  |  |  |  |
| MS juniorů         | úč. |   |   |   |     |   |   |    |   |    |     |  |  |  |  |  |  |  |  |  |  |
| ME juniorů         | 2.  |   |   |   |     |   |   |    |   |    |     |  |  |  |  |  |  |  |  |  |  |